# 錫爾河 (奧地利)
錫爾河（德語：Sill）是奧地利的河流，位於蒂羅爾州，河道全長35公里，流域面積855平方公里，發源自齊勒塔爾阿爾卑斯山脈，最終注入因河，河畔城鎮有因斯布魯克。
47°16′39″N 11°25′08″E / 47.27750°N 11.41889°E